# Fonction d'erreur complémentaire

Graphe de erfc

La fonction d’erreur complémentaire, notée erfc, est une fonction spéciale utilisée en analyse. Elle est définie par :
Comme pour d’autres fonctions usuelles (sinus, cosinus, logarithme, etc.) on peut omettre les parenthèses et ainsi écrire {\displaystyle \operatorname {erfc} x} au lieu de {\displaystyle \operatorname {erfc} (x)}, à condition bien sûr que cette notation ne prête pas à confusion.

## Origine et applications
Le nom de fonction d’erreur complémentaire provient du fait qu’elle est le complément à 1 de la fonction d'erreur erf :
On peut s’étonner qu’un nom spécifique ait été donné à ce simple complément à 1 mais il s’avère que son usage simplifie un grand nombre de formules, notamment celles donnant la solution analytique de divers problèmes de diffusion,.
Comme erf, la fonction erfc intervient en probabilités et statistiques (en lien avec la distribution gaussienne) et en physique (pour les phénomènes de diffusion thermique ou chimique), et bien sûr dans leurs applications à d’autres sciences (métrologie, chimie, sciences de la Terre).

## Développements en série et calcul numérique
La fonction erfc n’est pas exprimable par une formule fermée, mais son développement en série de Taylor converge pour toutes les valeurs de x :
La fonction erfc peut donc être calculée à l’aide du développement limité :
théoriquement pour n’importe quelle valeur de {\displaystyle x} mais en pratique pour de petites valeurs (typiquement, {\displaystyle |x|\leq 1}), sinon le développement ne converge pas assez vite.
Pour {\displaystyle x>1}, on peut parfois utiliser le développement asymptotique :
où le reste {\displaystyle r_{n}} est inférieur (en valeur absolue) au terme qui le précède. La série divergeant, l'utilisation de ce développement n'est possible que pour des valeurs de x suffisamment grandes pour la précision désirée.
Pour {\displaystyle x<-1}, on utilise la propriété
{\displaystyle \operatorname {erfc} (x)=2-\operatorname {erfc} (-x)}.
La plupart des logiciels de calcul numérique (tableurs et Matlab, Scilab, etc.) ou de calcul formel (Maple, Mathematica, MuPAD, etc.) intègrent une routine de calcul de erfc(x) et de sa réciproque erfc−1(x). Matlab et Scilab proposent aussi la fonction d’erreur complémentaire normalisée erfcx,  définie par {\displaystyle \textstyle \operatorname {erfcx} (x)=\mathrm {e} ^{x^{2}}\operatorname {erfc} (x)}. Le langage Fortran 2008 dispose de erf(x) et erfc(x).